# Edgar Doubrovski
Pour les articles homonymes, voir Doubrovski.
Edgar Alexandrovitch Doubrovski, né le 16 mars 1937 à Leningrad en URSS, est un scénariste soviétique et russe, également dramaturge au cinéma.

## Biographie
Edgar Doubrovski est né le 16 mars 1937 à Leningrad dans une famille d'artistes. Il est diplômé du lycée de Kiev. Il a travaillé dans les mines du Donbass et de Magadan (de 1955 à 1957), puis ouvrier littéraire au journal Magadan Komsomolets (de 1957 à 1959).